# Campeonato da NACAC de Atletismo de 2007 - Resultados
Esses foram os resultados do Campeonato da NACAC de Atletismo de 2007 que ocorreram de 13 a 15 de julho de 2007 no Estádio Jorge "Mágico" González, em San Salvador, no El Salvador. 

## Resultado masculino

### 100 metros
| Posição | Bateria | Atleta            | Nacionalidade            | Tempo | Notas |
| ------- | ------- | ----------------- | ------------------------ | ----- | ----- |
| 1       | 1       | Delwayne Delaney  | São Cristóvão e Neves    | 10.31 | Q     |
| 2       | 2       | Richard Thompson  | Trinidad e Tobago        | 10.33 | Q     |
| 3       | 3       | Monzavous Edwards | Estados Unidos           | 10.37 | Q     |
| 4       | 2       | Abidemi Omole     | Estados Unidos           | 10.39 | Q     |
| 5       | 1       | Rolando Palacios  | Honduras                 | 10.42 | Q     |
| 6       | 2       | Carl Barrett      | Jamaica                  | 10.49 | q     |
| 7       | 1       | David Walters     | Ilhas Virgens Americanas | 10.55 | q     |
| 8       | 1       | Tristan Taylor    | Jamaica                  | 10.55 |       |
| 9       | 3       | Niconer Alexander | Trinidad e Tobago        | 10.58 | Q     |
| 10      | 3       | Brian Mariano     | Antilhas Holandesas      | 10.60 |       |
| 11      | 3       | Carlos García     | República Dominicana     | 10.65 |       |
| 12      | 2       | Kemar Hyman       | Ilhas Caimã              | 10.71 |       |
| 13      | 3       | Adrian Durant     | Ilhas Virgens Americanas | 10.75 |       |
| 14      | 2       | Joel Báez         | República Dominicana     | 10.88 |       |
| 15      | 1       | Edwin Baltazar    | Guatemala                | 11.22 |       |
| 16      | 2       | Khalid Brooks     | Anguila                  | DQS   |       |

| Posição           | Atleta            | Nacionalidade            | Tempo  | Notas |
| ----------------- | ----------------- | ------------------------ | ------ | ----- |
| Medalha de ouro   | Richard Thompson  | Trinidad e Tobago        | 10.322 |       |
| Medalha de prata  | Monzavous Edwards | Estados Unidos           | 10.327 |       |
| Medalha de bronze | Abidemi Omole     | Estados Unidos           | 10.34  |       |
| 4                 | Rolando Palacios  | Honduras                 | 10.51  |       |
| 5                 | Delwayne Delaney  | São Cristóvão e Neves    | 10.55  |       |
| 6                 | Carl Barrett      | Jamaica                  | 10.59  |       |
| 7                 | David Walters     | Ilhas Virgens Americanas | 10.78  |       |
| 8                 | Niconer Alexander | Trinidad e Tobago        | DNS    |       |

### 200 metros
| Posição | Bateria | Atleta             | Nacionalidade            | Tempo | Notas |
| ------- | ------- | ------------------ | ------------------------ | ----- | ----- |
| 1       | 1       | Michael Mitchell   | Estados Unidos           | 20.57 | Q     |
| 2       | 2       | Jordan Vaden       | Estados Unidos           | 20.74 | Q     |
| 3       | 3       | Chris Lloyd        | Dominica                 | 20.74 | Q     |
| 4       | 2       | Emmanuel Callander | Trinidad e Tobago        | 21.18 | Q     |
| 5       | 1       | Orlando Reid       | Jamaica                  | 21.19 | Q     |
| 6       | 3       | Delwayne Delaney   | São Cristóvão e Neves    | 21.25 | Q     |
| 7       | 2       | Rolando Palacios   | Honduras                 | 21.26 | q     |
| 8       | 2       | Robert Morton      | São Cristóvão e Neves    | 21.28 | q     |
| 9       | 1       | Félix Martínez     | Porto Rico               | 21.47 |       |
| 9       | 3       | Tyrell Cuffy       | Ilhas Caimã              | 21.47 |       |
| 11      | 2       | Adalberto Amador   | Porto Rico               | 21.50 |       |
| 12      | 3       | Dewayne Barrett    | Jamaica                  | 21.55 |       |
| 13      | 1       | Ramon Gittens      | Barbados                 | 21.69 |       |
| 14      | 3       | Ronald Severino    | República Dominicana     | 21.92 |       |
| 15      | 2       | Pedro Mejía        | República Dominicana     | 22.12 |       |
| 16      | 1       | David Walters      | Ilhas Virgens Americanas | 22.22 |       |
| 17      | 1       | Mario Rigby        | Turcas e Caicos          | 22.33 |       |
| 18      | 3       | Courtny Bascombe   | São Vicente e Granadinas | 22.36 |       |
| 19      | 2       | Kevin Fahie        | Ilhas Virgens Britânicas | 22.43 |       |
| 20      | 1       | Edwin Baltazar     | Guatemala                | 22.45 |       |
| 21      | 1       | Néstor Meza        | El Salvador              | 22.90 |       |
| 22      | 2       | Nery Brenes        | Costa Rica               | 25.64 |       |

| Posição           | Atleta             | Nacionalidade         | Tempo | Notas |
| ----------------- | ------------------ | --------------------- | ----- | ----- |
| Medalha de ouro   | Jordan Vaden       | Estados Unidos        | 20.17 |       |
| Medalha de prata  | Michael Mitchell   | Estados Unidos        | 20.48 |       |
| Medalha de bronze | Chris Lloyd        | Dominica              | 20.73 |       |
| 4                 | Delwayne Delaney   | São Cristóvão e Neves | 20.83 |       |
| 5                 | Emmanuel Callander | Trinidad e Tobago     | 20.93 |       |
| 6                 | Orlando Reid       | Jamaica               | 21.25 |       |
| 7                 | Rolando Palacios   | Honduras              | 21.26 |       |
| 8                 | Robert Morton      | São Cristóvão e Neves | 21.60 |       |

### 400 metros
| Posição | Bateria | Atleta              | Nacionalidade            | Tempo | Notas |
| ------- | ------- | ------------------- | ------------------------ | ----- | ----- |
| 1       | 1       | Michael Mason       | Jamaica                  | 46.30 | Q     |
| 2       | 1       | Arismendy Peguero   | República Dominicana     | 46.31 | Q     |
| 3       | 1       | David Neville       | Estados Unidos           | 46.32 | Q     |
| 4       | 2       | Nery Brenes         | Costa Rica               | 46.47 | Q     |
| 5       | 2       | Yoel Tapia          | República Dominicana     | 46.63 | Q     |
| 6       | 2       | Calvin Smith Jr.    | Estados Unidos           | 46.66 | Q     |
| 7       | 2       | Lansford Spence     | Jamaica                  | 46.79 | q     |
| 8       | 1       | Jarrin Solomon      | Trinidad e Tobago        | 47.08 | q     |
| 9       | 1       | Héctor Carrasquillo | Porto Rico               | 47.60 |       |
| 10      | 1       | Takeshi Fujiwara    | El Salvador              | 47.75 |       |
| 11      | 1       | Mario Rigby         | Turcas e Caicos          | 48.49 |       |
| 12      | 2       | Melville Rogers     | São Cristóvão e Neves    | 48.58 |       |
| 13      | 2       | Charmant Ollivierre | São Vicente e Granadinas | 49.06 |       |
| 14      | 1       | Calvin Dascent      | Ilhas Virgens Americanas | 49.54 |       |
| 15      | 2       | César Cornejo       | El Salvador              | 51.34 |       |

| Posição           | Atleta            | Nacionalidade        | Tempo | Notas |
| ----------------- | ----------------- | -------------------- | ----- | ----- |
| Medalha de ouro   | Calvin Smith Jr.  | Estados Unidos       | 45.52 |       |
| Medalha de prata  | Arismendy Peguero | República Dominicana | 45.63 |       |
| Medalha de bronze | Nery Brenes       | Costa Rica           | 46.00 |       |
| 4                 | Michael Mason     | Jamaica              | 46.03 |       |
| 5                 | Yoel Tapia        | República Dominicana | 46.09 |       |
| 6                 | Jarrin Solomon    | Trinidad e Tobago    | 47.09 |       |
| 7                 | Lansford Spence   | Jamaica              | DNF   |       |
| 8                 | David Neville     | Estados Unidos       | DNS   |       |

### 800 metros
| Posição | Bateria | Atleta              | Nacionalidade            | Tempo   | Notas |
| ------- | ------- | ------------------- | ------------------------ | ------- | ----- |
| 1       | 2       | Pablo Solares       | México                   | 1:49.24 | Q     |
| 2       | 2       | Golden Coachman     | Estados Unidos           | 1:49.25 | Q     |
| 3       | 1       | Moise Joseph        | Haiti                    | 1:50.42 | Q     |
| 4       | 2       | Frank Bobadilla     | República Dominicana     | 1:50.62 | Q     |
| 5       | 1       | David Freeman       | Porto Rico               | 1:50.73 | Q     |
| 6       | 1       | Isaías Haro         | México                   | 1:50.91 | Q     |
| 7       | 1       | Carlos Contrera     | República Dominicana     | 1:50.95 | q     |
| 8       | 2       | Evan Allen          | Jamaica                  | 1:52.56 | q     |
| 9       | 2       | Sherridan Kirk      | Trinidad e Tobago        | 1:53.99 |       |
| 10      | 2       | Jenner Pelicó       | Guatemala                | 1:56.76 |       |
| 11      | 1       | Francis Jiménez     | El Salvador              | 1:57.00 |       |
| 12      | 1       | Raffique Providence | São Vicente e Granadinas | 2:04.10 |       |

| Posição           | Atleta          | Nacionalidade        | Tempo   | Notas |
| ----------------- | --------------- | -------------------- | ------- | ----- |
| Medalha de ouro   | Golden Coachman | Estados Unidos       | 1:49.01 |       |
| Medalha de prata  | Pablo Solares   | México               | 1:49.28 |       |
| Medalha de bronze | Moise Joseph    | Haiti                | 1:50.25 |       |
| 4                 | Evan Allen      | Jamaica              | 1:50.56 |       |
| 5                 | Isaías Haro     | México               | 1:51.40 |       |
| 6                 | Frank Bobadilla | República Dominicana | 1:51.89 |       |
| 7                 | Carlos Contrera | República Dominicana | 1:51.92 |       |
| 8                 | David Freeman   | Porto Rico           | DNF     |       |

### 1.500 metros
| Posição           | Atleta              | Nacionalidade        | Tempo   | Notas |
| ----------------- | ------------------- | -------------------- | ------- | ----- |
| Medalha de ouro   | Pablo Solares       | México               | 3:45.29 |       |
| Medalha de prata  | Isaías Haro         | México               | 3:48.53 |       |
| Medalha de bronze | Luis Soto           | Porto Rico           | 3:49.69 |       |
| 4                 | Frank Bobadilla     | República Dominicana | 3:53.10 |       |
| 5                 | Golden Coachman     | Estados Unidos       | 3:53.47 |       |
| 6                 | Francis Jiménez     | El Salvador          | 4:02.40 |       |
| 7                 | Juan Odalis Almonte | República Dominicana | 4:03.30 |       |
| 8                 | David Freeman       | Porto Rico           | 4:04.11 |       |

### 5.000 metros
| Posição           | Atleta            | Nacionalidade     | Tempo    | Notas |
| ----------------- | ----------------- | ----------------- | -------- | ----- |
| Medalha de ouro   | Benjamin Bruce    | Estados Unidos    | 14:27.90 |       |
| Medalha de prata  | Julio Pérez       | México            | 14:29.45 |       |
| Medalha de bronze | José Amado García | Guatemala         | 14:33.31 |       |
| 4                 | José Chávez       | Costa Rica        | 14:46.33 |       |
| 5                 | Denzil Ramirez    | Trinidad e Tobago | 15:29.93 |       |
| 6                 | Wainard Talbert   | Jamaica           | 15:53.84 |       |

### 10.000 metros
| Posição          | Atleta            | Nacionalidade | Tempo    | Notas |
| ---------------- | ----------------- | ------------- | -------- | ----- |
| Medalha de ouro  | Julio Pérez       | México        | 29:38.31 |       |
| Medalha de prata | José Amado García | Guatemala     | 29:42.11 |       |

### 110 metros barreiras
| Posição | Bateria | Atleta           | Nacionalidade        | Tempo | Notas |
| ------- | ------- | ---------------- | -------------------- | ----- | ----- |
| 1       | 1       | Dexter Faulk     | Estados Unidos       | 13.51 | Q     |
| 2       | 2       | Linnie Yarbrough | Estados Unidos       | 13.74 | Q     |
| 3       | 1       | Decosma Wright   | Jamaica              | 13.75 | Q     |
| 4       | 1       | Enrique Llanos   | Porto Rico           | 13.81 | Q     |
| 5       | 2       | Héctor Cotto     | Porto Rico           | 13.85 | Q     |
| 6       | 2       | Stephen Jones    | Barbados             | 14.10 | Q     |
| 7       | 2       | Ramón Sosa       | República Dominicana | 14.27 | q     |
| 8       | 2       | Mikel Thomas     | Trinidad e Tobago    | 14.30 | q     |
| 9       | 1       | Ronald Bennett   | Honduras             | 14.47 |       |
| 10      | 1       | Alejandro Olmedo | El Salvador          | 14.99 |       |

| Posição           | Atleta           | Nacionalidade        | Tempo | Notas |
| ----------------- | ---------------- | -------------------- | ----- | ----- |
| Medalha de ouro   | Dexter Faulk     | Estados Unidos       | 13.35 |       |
| Medalha de prata  | Decosma Wright   | Jamaica              | 13.67 |       |
| Medalha de bronze | Linnie Yarbrough | Estados Unidos       | 13.70 |       |
| 4                 | Héctor Cotto     | Porto Rico           | 13.90 |       |
| 5                 | Enrique Llanos   | Porto Rico           | 13.99 |       |
| 6                 | Stephen Jones    | Barbados             | 13.99 |       |
| 7                 | Ramón Sosa       | República Dominicana | 14.48 |       |
| 8                 | Mikel Thomas     | Trinidad e Tobago    | DSQ   |       |

### 400 metros barreiras
| Posição | Bateria | Atleta            | Nacionalidade        | Tempo | Notas |
| ------- | ------- | ----------------- | -------------------- | ----- | ----- |
| 1       | 2       | Jonathan Williams | Belize               | 49.74 | Q     |
| 2       | 1       | LaRon Bennett     | Estados Unidos       | 49.94 | Q     |
| 3       | 2       | Reuben McCoy      | Estados Unidos       | 50.08 | Q     |
| 4       | 1       | Javier Culson     | Porto Rico           | 50.85 | Q     |
| 5       | 2       | Bryan Steele      | Jamaica              | 51.04 | Q     |
| 6       | 1       | Allan Ayala       | Guatemala            | 52.48 | Q     |
| 7       | 1       | Jonnie Lowe       | Honduras             | 52.57 | q     |
| 8       | 2       | Camilo Quevedo    | Guatemala            | 52.73 | q     |
| 9       | 2       | Argenis Bautista  | República Dominicana | 54.70 |       |

| Posição           | Atleta            | Nacionalidade  | Tempo | Notas |
| ----------------- | ----------------- | -------------- | ----- | ----- |
| Medalha de ouro   | LaRon Bennett     | Estados Unidos | 48.76 |       |
| Medalha de prata  | Jonathan Williams | Belize         | 48.88 |       |
| Medalha de bronze | Javier Culson     | Porto Rico     | 49.31 |       |
| 4                 | Bryan Steele      | Jamaica        | 49.48 |       |
| 5                 | Reuben McCoy      | Estados Unidos | 51.69 |       |
| 6                 | Camilo Quevedo    | Guatemala      | 52.14 |       |
| 7                 | Allan Ayala       | Guatemala      | 52.44 |       |
| 8                 | Jonnie Lowe       | Honduras       | 53.38 |       |

### 3.000 metros com obstáculos
| Posição           | Atleta            | Nacionalidade  | Tempo   | Notas |
| ----------------- | ----------------- | -------------- | ------- | ----- |
| Medalha de ouro   | Michael Spence    | Estados Unidos | 8:39.51 |       |
| Medalha de prata  | Josefath González | México         | 8:43.08 |       |
| Medalha de bronze | Benjamin Bruce    | Estados Unidos | 8:56.09 |       |
| 4                 | Aaron Arias       | México         | 9:04.42 |       |
| 5                 | José Chávez       | Costa Rica     | 9:21.56 |       |

### Revezamento 4x100 m
| Posição           | Nacionalidade            | Atletas                                                                   | Tempo | Notas |
| ----------------- | ------------------------ | ------------------------------------------------------------------------- | ----- | ----- |
| Medalha de ouro   | Estados Unidos           | Abidemi Omole, Jordan Vaden, Michael Mitchell, Monzavous Edwards          | 38.99 |       |
| Medalha de prata  | Jamaica                  | Decosma Wright, Orlando Reid, Tristan Taylor, Carl Barret                 | 39.77 |       |
| Medalha de bronze | Trinidad e Tobago        | Niconner Alexander, Richard Thompson, Rondel Sorrillo, Emmanuel Callander | 39.92 |       |
| 4                 | Ilhas Caimã              | Kemar Hyman, Tyrell Cuffy, Stephon Johnson, Sean Troop                    | 40.01 |       |
| 5                 | São Cristóvão e Neves    | Triscan Hensley, Robert Morton, Antoine Adams, Delwayne Delaney           | 40.37 |       |
| 6                 | República Dominicana     | Irving Guerrero, Joel Báez, Carlos García, Yoel Hernández                 | 40.50 |       |
| 7                 | Ilhas Virgens Americanas | Dimitrius Jefferson, Adrian Durant, Julio Felix, David Walters            | 40.80 |       |
| 8                 | Honduras                 | Jonnie Lowe, Rolando Palacios, Darvin Colón, Kessel Campbell              | DNF   |       |
| 9                 | Antilhas Holandesas      | Prince Kwidama, Waldy Lindeborg, Brian Mariano, Charlton Rafaella         | DSQ   |       |

### Revezamento 4x400 m
| Posição           | Nacionalidade        | Atletas                                                              | Tempo   | Notas |
| ----------------- | -------------------- | -------------------------------------------------------------------- | ------- | ----- |
| Medalha de ouro   | Estados Unidos       | Reuben McCoy, Calvin Smith Jr., Michael Mitchell, David Neville      | 3:02.78 |       |
| Medalha de prata  | Jamaica              | Dewayne Barret, Lansford Spence, Bryan Steele, Michael Manson        | 3:04.32 |       |
| Medalha de bronze | República Dominicana | Carlos Santa, Pedro Mejía, Yoel Tapia, Arismendy Peguero             | 3:04.96 |       |
| 4                 | Porto Rico           | Héctor Carrasquillo, Javier Culson, Adalberto Amador, Félix Martínez | 3:06.06 |       |
| 5                 | Guatemala            | Hans Villagrán, Camilo Quevedo, Edwin Baltazar, Allan Ayala          | 3:16.83 |       |
| 6                 | El Salvador          | César Cornejo, Néstor Meza, Francis Jiménez, Takeshi Fujiwara        | 3:23.90 |       |

### 20 km marcha atlética
| Posição           | Atleta          | Nacionalidade | Tempo      | Notas |
| ----------------- | --------------- | ------------- | ---------- | ----- |
| Medalha de ouro   | Walter Sandoval | El Salvador   | 1:28:29.00 |       |
| Medalha de prata  | David Mejía     | México        | 1:28:51.00 |       |
| Medalha de bronze | Allan Segura    | Costa Rica    | 1:29:50.00 |       |
| 4                 | Bernardo Calvo  | Costa Rica    | 1:29:56.00 |       |
| 5                 | Víctor Mendoza  | El Salvador   | 1:33:22.00 |       |
| 6                 | Adrián Herrera  | México        | DSQ        |       |

### Salto em altura
| Posição           | Atleta           | Nacionalidade         | 1.90 | 1.95 | 2.00 | 2.05 | 2.08 | 2.11 | 2.14 | 2.17 | 2.19 | 2.21 | 2.23 | 2.25 | Resultado | Notas |
| ----------------- | ---------------- | --------------------- | ---- | ---- | ---- | ---- | ---- | ---- | ---- | ---- | ---- | ---- | ---- | ---- | --------- | ----- |
| Medalha de ouro   | Adam Shunk       | Estados Unidos        | –    | –    | –    | –    | o    | –    | o    | –    | o    | xo   | o    | xxx  | 2.23      |       |
| Medalha de prata  | Gerardo Martínez | México                | –    | –    | o    | o    | –    | o    | o    | xxo  | xxo  | o    | xxx  |      | 2.21      |       |
| Medalha de bronze | Julio Luciano    | República Dominicana  | –    | –    | –    | –    | –    | o    | xxo  | o    | xxx  |      |      |      | 2.17      |       |
| 4                 | Darvin Edwards   | Santa Lúcia           | –    | –    | o    | o    | o    | xo   | xo   | xxx  |      |      |      |      | 2.14      |       |
| 5                 | Deon Brangman    | Bermudas              | –    | –    | o    | o    | –    | o    | xxx  |      |      |      |      |      | 2.11      |       |
| 6                 | Brendan Williams | Dominica              | –    | –    | o    | o    | –    | xxx  |      |      |      |      |      |      | 2.05      |       |
| 6                 | Henderson Dottin | Barbados              | –    | –    | –    | o    | xxx  |      |      |      |      |      |      |      | 2.05      |       |
| 8                 | Jorge Rouco      | México                | –    | –    | o    | xxo  | xxx  |      |      |      |      |      |      |      | 2.05      |       |
| 9                 | Kevin Huggins    | Trinidad e Tobago     | –    | –    | xo   | xxx  |      |      |      |      |      |      |      |      | 2.00      |       |
| 10                | Alejandro Olmedo | El Salvador           | xxo  | xo   | xxx  |      |      |      |      |      |      |      |      |      | 1.95      |       |
| 11                | Omar Wright      | Ilhas Caimã           | –    | xxx  |      |      |      |      |      |      |      |      |      |      | NM        |       |
| 11                | Henry Linton     | Costa Rica            | xxx  |      |      |      |      |      |      |      |      |      |      |      | NM        |       |
| 12                | Adolphus Jones   | São Cristóvão e Neves |      |      |      |      |      |      |      |      |      |      |      |      | DNS       |       |

### Salto com vara
| Posição           | Atleta                 | Nacionalidade  | 4.35 | 4.50 | 4.65 | 4.80 | 4.95 | 5.05 | 5.15 | 5.20 | Resultado | Notas |
| ----------------- | ---------------------- | -------------- | ---- | ---- | ---- | ---- | ---- | ---- | ---- | ---- | --------- | ----- |
| Medalha de ouro   | José Francisco Montano | México         | –    | –    | –    | o    | xo   | xxo  | xxo  | xxx  | 5.15      |       |
| Medalha de prata  | Christian Sánchez      | México         | –    | –    | –    | xo   | –    | xxx  |      |      | 4.80      |       |
| Medalha de bronze | Jeremy Scott           | Estados Unidos | xo   | –    | o    | xo   | xxx  |      |      |      | 4.80      |       |

### Salto em comprimento
| Posição           | Atleta             | Nacionalidade            | #1    | #2    | #3   | #4    | #5   | #6   | Resultado | Notas |
| ----------------- | ------------------ | ------------------------ | ----- | ----- | ---- | ----- | ---- | ---- | --------- | ----- |
| Medalha de ouro   | Carlos Jorge       | República Dominicana     | 7.56  | 7.89  | 7.68 | x     | 7.63 | 7.86 | 7.89      |       |
| Medalha de prata  | Tyrone Harris      | Estados Unidos           | x     | 7.61  | x    | 7.75w | 7.83 | 7.77 | 7.83      |       |
| Medalha de bronze | LeJuan Simon       | Trinidad e Tobago        | 7.50  | x     | x    | 7.71  | x    | x    | 7.71      |       |
| 4                 | Stephon Johnson    | Ilhas Caimã              | 7.20  | 7.50  | x    | 6.93  | 7.63 | x    | 7.63      |       |
| 5                 | Allen Simms        | Porto Rico               | 7.58w | x     | x    | x     | x    | x    | 7.58w     |       |
| 6                 | Luis Rivera        | México                   | 6.51  | 7.20  | 6.96 | 7.27  | 7.43 | 7.35 | 7.43      |       |
| 7                 | Tyrone Smith       | Bermudas                 | 7.34  | 7.28  | 7.38 | 7.36  | x    | x    | 7.38      |       |
| 8                 | Vicente Ríos       | México                   | x     | 7.11w | 7.00 | 7.00  | x    | 6.79 | 7.11w     |       |
| 9                 | Kessel Campbell    | Honduras                 | x     | x     | 6.80 |       |      |      | 6.80      |       |
| 10                | Juan Carlos Nájera | Guatemala                | 6.56  | x     | 6.75 |       |      |      | 6.75      |       |
| 11                | Keita Cline        | Ilhas Virgens Britânicas |       |       |      |       |      |      | DNS       |       |
| 11                | Joel Wade          | Belize                   |       |       |      |       |      |      | DNS       |       |

### Salto triplo
| Posição           | Atleta             | Nacionalidade            | #1    | #2    | #3    | #4    | #5    | #6    | Resultado | Notas |
| ----------------- | ------------------ | ------------------------ | ----- | ----- | ----- | ----- | ----- | ----- | --------- | ----- |
| Medalha de ouro   | Marc Kellman       | Estados Unidos           | x     | 16.02 | x     | x     | 16.50 | x     | 16.50     |       |
| Medalha de prata  | Allen Simms        | Porto Rico               | x     | x     | 16.23 | 15.17 | 16.37 | 16.25 | 16.37     |       |
| Medalha de bronze | LeJuan Simon       | Trinidad e Tobago        | 15.72 | 15.50 | –     | –     | –     | –     | 15.72     |       |
| 4                 | Juan Carlos Nájera | Guatemala                | 14.99 | 14.67 | x     | 15.37 | 15.58 | 15.48 | 15.58     |       |
| 5                 | Keita Cline        | Ilhas Virgens Britânicas | x     | x     | x     | 14.36 | x     | x     | 14.36     |       |

### Arremesso de peso
| Posição           | Atleta          | Nacionalidade  | #1    | #2    | #3    | #4    | #5    | #6    | Resultado | Notas |
| ----------------- | --------------- | -------------- | ----- | ----- | ----- | ----- | ----- | ----- | --------- | ----- |
| Medalha de ouro   | Rhuben Williams | Estados Unidos | 17.71 | 17.80 | 17.34 | 18.32 | 18.43 | 18.04 | 18.43     |       |
| Medalha de prata  | Tyron Benjamin  | Dominica       | 16.81 | 16.32 | 16.69 | 16.11 | x     | x     | 16.81     |       |
| Medalha de bronze | Jorge Castro    | Guatemala      | 12.58 | 13.35 | 13.15 | 13.91 | 13.86 | x     | 13.91     |       |

### Lançamento de disco
| Posição           | Atleta              | Nacionalidade            | #1    | #2    | #3    | #4    | #5    | #6    | Resultado | Notas |
| ----------------- | ------------------- | ------------------------ | ----- | ----- | ----- | ----- | ----- | ----- | --------- | ----- |
| Medalha de ouro   | Nick Petrucci       | Estados Unidos           | 55.36 | 53.75 | 54.78 | 55.48 | 54.21 | 56.17 | 56.17     |       |
| Medalha de prata  | Adonson Shallow     | São Vicente e Granadinas | x     | 51.43 | x     | x     | 50.38 | 52.39 | 52.39     |       |
| Medalha de bronze | Jesús Sánchez       | México                   | 50.15 | 49.06 | 46.78 | 47.35 | 49.79 | 49.26 | 50.15     |       |
| 4                 | Kyle Francis        | Ilhas Virgens Britânicas | 40.40 | 44.32 | 42.12 | 31.59 | x     | x     | 44.32     |       |
| 5                 | Michael Letterlough | Ilhas Caimã              | 42.58 | 43.32 | 41.82 | 42.75 | 44.08 | x     | 44.08     |       |
| 6                 | Juan Galdámez       | El Salvador              | 41.82 | 41.15 | 41.30 | 41.74 | x     | 40.78 | 41.82     |       |

### Lançamento de martelo
| Posição           | Atleta              | Nacionalidade        | #1    | #2    | #3    | #4    | #5    | #6    | Resultado | Notas |
| ----------------- | ------------------- | -------------------- | ----- | ----- | ----- | ----- | ----- | ----- | --------- | ----- |
| Medalha de ouro   | Jake Freeman        | Estados Unidos       | 70.32 | x     | 67.37 | 69.67 | x     | x     | 70.32     |       |
| Medalha de prata  | Luis Saavedra       | México               | x     | 61.06 | x     | 62.62 | 61.89 | 59.18 | 62.62     |       |
| Medalha de bronze | Roberto Sawyers     | Costa Rica           | 61.98 | 61.36 | 60.29 | x     | x     | 58.00 | 61.98     |       |
| 4                 | Michael Letterlough | Ilhas Caimã          | 53.50 | x     | 57.39 | 55.43 | x     | 55.96 | 57.39     |       |
| 5                 | Evangelisto Fermin  | República Dominicana | 55.42 | x     | x     | x     | x     | x     | 55.42     |       |
| 6                 | Santiago Loera      | México               |       |       |       |       |       |       | DNS       |       |

### Lançamento de dardo
| Posição           | Atleta             | Nacionalidade        | #1    | #2    | #3    | #4    | #5    | #6 | Resultado | Notas |
| ----------------- | ------------------ | -------------------- | ----- | ----- | ----- | ----- | ----- | -- | --------- | ----- |
| Medalha de ouro   | Justin St. Clair   | Estados Unidos       | 72.33 | 70.58 | 73.16 | 70.73 | 71.44 | x  | 73.16     |       |
| Medalha de prata  | Darwin García      | República Dominicana | 69.64 | 68.32 | 61.47 | 66.17 | x     | x  | 69.64     |       |
| Medalha de bronze | Rigoberto Calderón | Nicarágua            | x     | 59.78 | x     | 66.50 | 62.18 | x  | 66.50     |       |

### Decatlo
| Pos.             | Atleta         | Nacionalidade         | 100 m  | SD   | AP    | SA   | 400 m | 110 m C/B | AD    | SV   | LD    | 1500 m  | PG   | Notas |
| ---------------- | -------------- | --------------------- | ------ | ---- | ----- | ---- | ----- | --------- | ----- | ---- | ----- | ------- | ---- | ----- |
| Medalha de ouro  | Darvin Colón   | Honduras              | 11.23w | 6.41 | 12.46 | 1.81 | 52.91 | 15.23     | 41.18 | 3.20 | 45.40 | 5:20.03 | 6330 |       |
| Medalha de prata | Adolphus Jones | São Cristóvão e Neves | 11.40w | 6.83 | 11.39 | 2.05 | 50.04 | 21.88     | 34.56 | 3.25 | 40.18 | 4:40.42 | 6092 |       |

## Resultado feminino

### 100 meters
| Posição | Bateria | Atleta              | Nacionalidade            | Tempo | Notas |
| ------- | ------- | ------------------- | ------------------------ | ----- | ----- |
| 1       | 3       | Mechelle Lewis      | Estados Unidos           | 11.32 | Q     |
| 2       | 3       | Virgil Hodge        | São Cristóvão e Neves    | 11.40 | Q     |
| 3       | 1       | Peta-Gaye Dowdie    | Jamaica                  | 11.41 | Q     |
| 4       | 1       | Alexis Weatherspoon | Estados Unidos           | 11.44 | Q     |
| 5       | 3       | Carol Rodríguez     | Porto Rico               | 11.45 | q     |
| 6       | 3       | Sasha Springer      | Trinidad e Tobago        | 11.47 | q     |
| 7       | 3       | Nolle Graham        | Jamaica                  | 11.63 |       |
| 8       | 2       | Marleny Mejía       | República Dominicana     | 11.77 | Q     |
| 9       | 2       | Ayanna Hutchinson   | Trinidad e Tobago        | 11.81 | Q     |
| 10      | 2       | Valma Bass          | Ilhas Virgens Americanas | 11.94 |       |
| 11      | 3       | María Carmona       | República Dominicana     | 11.98 |       |
| 12      | 1       | Celiangeli Morales  | Porto Rico               | 12.02 |       |
| 13      | 2       | Mariela Leal        | Costa Rica               | 12.24 |       |
| 14      | 1       | Natalia Santamaría  | El Salvador              | 13.31 |       |
| 15      | 2       | Consuelo Vasquez    | El Salvador              | 13.91 |       |

| Posição           | Atleta              | Nacionalidade         | Tempo | Notas |
| ----------------- | ------------------- | --------------------- | ----- | ----- |
| Medalha de ouro   | Mechelle Lewis      | Estados Unidos        | 11.37 |       |
| Medalha de prata  | Alexis Weatherspoon | Estados Unidos        | 11.43 |       |
| Medalha de bronze | Carol Rodríguez     | Porto Rico            | 11.47 |       |
| 4                 | Peta-Gaye Dowdie    | Jamaica               | 11.53 |       |
| 5                 | Sasha Springer      | Trinidad e Tobago     | 11.55 |       |
| 6                 | Virgil Hodge        | São Cristóvão e Neves | 11.63 |       |
| 7                 | Ayanna Hutchinson   | Trinidad e Tobago     | 11.88 |       |
| 8                 | Marleny Mejía       | República Dominicana  | 11.95 |       |

### 200 metros
| Posição | Bateria | Atleta              | Nacionalidade            | Tempo | Notas |
| ------- | ------- | ------------------- | ------------------------ | ----- | ----- |
| 1       | 2       | Virgil Hodge        | São Cristóvão e Neves    | 22.92 | Q     |
| 2       | 2       | Latonia Wilson      | Estados Unidos           | 23.07 | Q     |
| 3       | 1       | Shareese Woods      | Estados Unidos           | 23.10 | Q     |
| 4       | 1       | Carol Rodríguez     | Porto Rico               | 23.31 | Q     |
| 5       | 1       | Anneisha McLaughlin | Jamaica                  | 23.38 | Q     |
| 6       | 2       | Nadine Palmer       | Jamaica                  | 23.55 | Q     |
| 7       | 1       | Marleny Mejía       | República Dominicana     | 23.84 | q     |
| 8       | 1       | Nandelle Cameron    | Trinidad e Tobago        | 23.95 | q     |
| 9       | 2       | Reyare Thomas       | Trinidad e Tobago        | 24.21 |       |
| 10      | 2       | Valma Bass          | Ilhas Virgens Americanas | 24.28 |       |
| 11      | 1       | Tracy Joseph        | Costa Rica               | 24.79 |       |
| 12      | 2       | Kaina Martinez      | Belize                   | 25.90 |       |

| Posição           | Atleta              | Nacionalidade         | Tempo | Notas |
| ----------------- | ------------------- | --------------------- | ----- | ----- |
| Medalha de ouro   | Virgil Hodge        | São Cristóvão e Neves | 22.73 |       |
| Medalha de prata  | Shareese Woods      | Estados Unidos        | 22.97 |       |
| Medalha de bronze | Latonia Wilson      | Estados Unidos        | 23.14 |       |
| 4                 | Nadine Palmer       | Jamaica               | 23.22 |       |
| 5                 | Anneisha McLaughlin | Jamaica               | 23.27 |       |
| 6                 | Nandelle Cameron    | Trinidad e Tobago     | 23.69 |       |
| 7                 | Marleny Mejía       | República Dominicana  | 23.82 |       |
| 8                 | Carol Rodríguez     | Porto Rico            | DNS   |       |

### 400 metros
| Posição | Bateria | Atleta            | Nacionalidade            | Tempo | Notas |
| ------- | ------- | ----------------- | ------------------------ | ----- | ----- |
| 1       | 1       | Debbie Dunn       | Estados Unidos           | 52.23 | Q     |
| 2       | 1       | Kineke Alexander  | São Vicente e Granadinas | 52.56 | Q     |
| 3       | 2       | Clora Williams    | Jamaica                  | 52.69 | Q     |
| 4       | 2       | Nathandra John    | São Cristóvão e Neves    | 53.02 | Q     |
| 5       | 1       | Ronetta Smith     | Jamaica                  | 53.31 | Q     |
| 6       | 2       | Angel Perkins     | Estados Unidos           | 53.32 | Q     |
| 7       | 2       | Mayra González    | México                   | 55.50 | q     |
| 8       | 1       | Yolanda Osana     | República Dominicana     | 55.86 | q     |
| 9       | 2       | Verónica Quijano  | El Salvador              | 58.05 |       |
| 10      | 1       | Dominique Maloney | Ilhas Virgens Britânicas | 58.68 |       |

| Posição           | Atleta           | Nacionalidade            | Tempo | Notas |
| ----------------- | ---------------- | ------------------------ | ----- | ----- |
| Medalha de ouro   | Debbie Dunn      | Estados Unidos           | 52.68 |       |
| Medalha de prata  | Clora Williams   | Jamaica                  | 53.27 |       |
| Medalha de bronze | Kineke Alexander | São Vicente e Granadinas | 53.52 |       |
| 4                 | Nathandra John   | São Cristóvão e Neves    | 54.01 |       |
| 5                 | Angel Perkins    | Estados Unidos           | 54.02 |       |
| 6                 | Mayra González   | México                   | 56.89 |       |
| 7                 | Ronetta Smith    | Jamaica                  | DN    |       |
| 8                 | Yolanda Osana    | República Dominicana     | DSQ   |       |

### 800 metros
| Posição           | Atleta               | Nacionalidade        | Tempo   | Notas |
| ----------------- | -------------------- | -------------------- | ------- | ----- |
| Medalha de ouro   | Mary Jayne Harrelson | Estados Unidos       | 2:05.10 |       |
| Medalha de prata  | Lyzaira del Valle    | Porto Rico           | 2:05.73 |       |
| Medalha de bronze | Sheena Goodings      | Barbados             | 2:06.01 |       |
| 4                 | Geena Gall           | Estados Unidos       | 2:06.64 |       |
| 5                 | Melissa de Leon      | Trinidad e Tobago    | 2:08.07 |       |
| 6                 | Yamilé Alaluf        | México               | 2:08.77 |       |
| 7                 | Lorraine McKenzie    | Jamaica              | 2:14.58 |       |
| 8                 | Josselin Escobar     | El Salvador          | 2:17.21 |       |
| 9                 | Sonny García         | República Dominicana | 2:17.48 |       |
| 10                | Wendy Zúñiga         | Costa Rica           | 2:17.54 |       |

### 1.500 metros
| Posição           | Atleta               | Nacionalidade        | Tempo   | Notas |
| ----------------- | -------------------- | -------------------- | ------- | ----- |
| Medalha de ouro   | Mary Jayne Harrelson | Estados Unidos       | 4:30.09 |       |
| Medalha de prata  | Yamilé Alaluf        | México               | 4:37.64 |       |
| Medalha de bronze | Sonny García         | República Dominicana | 4:49.62 |       |

### 5.000 metros
| Posição           | Atleta           | Nacionalidade  | Tempo    | Notas |
| ----------------- | ---------------- | -------------- | -------- | ----- |
| Medalha de ouro   | Whitney McDonald | Estados Unidos | 16:42.12 |       |
| Medalha de prata  | Marisol Romero   | México         | 17:00.47 |       |
| Medalha de bronze | Elsa Monterroso  | Guatemala      | 17:59.85 |       |

### 100 metros barreiras
| Posição | Bateria | Atleta             | Nacionalidade            | Tempo | Notas |
| ------- | ------- | ------------------ | ------------------------ | ----- | ----- |
| 1       | 1       | Candice Davis      | Estados Unidos           | 13.09 | Q     |
| 2       | 2       | Tiffany Ofili      | Estados Unidos           | 13.24 | Q     |
| 3       | 1       | Monique Morgan     | Jamaica                  | 13.33 | Q     |
| 4       | 2       | Nancy Searcy       | Porto Rico               | 13.56 | Q     |
| 5       | 1       | Nadine Faustine    | Haiti                    | 13.75 | Q     |
| 6       | 2       | Violeta Avila      | México                   | 14.01 | Q     |
| 7       | 1       | Yaritza Rivera     | Porto Rico               | 14.09 | q     |
| 8       | 2       | Jeimy Bernárdez    | Honduras                 | 14.15 | q     |
| 9       | 2       | Janelle Brathwaite | Barbados                 | 14.15 |       |
| 10      | 2       | Sharolyn Scott     | Costa Rica               | 14.57 |       |
| 11      | 1       | Leniece Lewis      | Ilhas Virgens Britânicas | 14.90 |       |

| Posição           | Atleta          | Nacionalidade  | Tempo | Notas |
| ----------------- | --------------- | -------------- | ----- | ----- |
| Medalha de ouro   | Candice Davis   | Estados Unidos | 13.12 |       |
| Medalha de prata  | Tiffany Ofili   | Estados Unidos | 13.27 |       |
| Medalha de bronze | Monique Morgan  | Jamaica        | 13.39 |       |
| 4                 | Nadine Faustine | Haiti          | 13.42 |       |
| 5                 | Jeimy Bernárdez | Honduras       | 13.96 |       |
| 6                 | Yaritza Rivera  | Porto Rico     | 14.09 |       |
| 7                 | Nancy Searcy    | Porto Rico     | 14.10 |       |
| 8                 | Violeta Avila   | México         | 14.23 |       |

### 400 metros barreiras
| Posição           | Atleta           | Nacionalidade        | Tempo   | Notas |
| ----------------- | ---------------- | -------------------- | ------- | ----- |
| Medalha de ouro   | Latosha Wallace  | Estados Unidos       | 56.54   |       |
| Medalha de prata  | Carlene Robinson | Jamaica              | 57.25   |       |
| Medalha de bronze | Sherlenia Green  | Estados Unidos       | 58.26   |       |
| 4                 | Yolanda Osana    | República Dominicana | 59.21   |       |
| 5                 | Venecia Senyois  | República Dominicana | 1:00.87 |       |
| 6                 | Verónica Quijano | El Salvador          | 1:01.41 |       |
| 7                 | Ana María Porras | Costa Rica           | 1:05.58 |       |

### 3.000 metros com obstáculos
| Posição           | Atleta           | Nacionalidade        | Tempo    | Notas |
| ----------------- | ---------------- | -------------------- | -------- | ----- |
| Medalha de ouro   | Kristin Anderson | Estados Unidos       | 10:21.82 |       |
| Medalha de prata  | Sandra López     | México               | 11:04.79 |       |
| Medalha de bronze | Gabriela Traña   | Costa Rica           | 11:11.17 |       |
| 4                 | Sonny García     | República Dominicana | 11:32.53 |       |
| 5                 | Blanca Solis     | El Salvador          | 11:48.98 |       |

### Revezamento 4x100 m
| Posição           | Nacionalidade         | Atletas                                                              | Tempo | Notas |
| ----------------- | --------------------- | -------------------------------------------------------------------- | ----- | ----- |
| Medalha de ouro   | Jamaica               | Nadine Palmer, Rose Whyte, Anneisha McLaughlin, Peta-Gaye Dowdie     | 43.73 |       |
| Medalha de prata  | Estados Unidos        | Shameka Marshall, Alexis Weatherspoon, Candice Davis, Mechelle Lewis | 43.91 |       |
| Medalha de bronze | Trinidad e Tobago     | Ayanna Hutchinson, Sasha Springer, Nandelle Cameron, Fana Ashby      | 43.98 |       |
| 4                 | Porto Rico            | Beatriz Cruz, Celiangeli Morales, Jennifer Gutiérrez, Irelys Burgos  | 45.08 |       |
| 5                 | São Cristóvão e Neves | Natandra John, Tanika Liburd, Desarie Walwyn, Virgil Hodge           | 45.15 |       |
| 6                 | República Dominicana  | Nelsy Delgado, Marleny Mejía, María Carmona, Santa Solis             | 45.30 |       |
| 7                 | Costa Rica            | Mariela Leal, Sharolyn Scott, Cindy Sibaja, Tracy Joseph             | 48.65 |       |
| 8                 | El Salvador           | Gladys Quijada, Verónica Quijano, Amada Martínez, Natalia Santamaría | 49.82 |       |

### Revezamento 4x400 m
| Posição           | Nacionalidade        | Atletas                                                                  | Tempo   | Notas |
| ----------------- | -------------------- | ------------------------------------------------------------------------ | ------- | ----- |
| Medalha de ouro   | Estados Unidos       | Latosha Wallace, Shareese Woods, Latonia Wilson, Debbie Dunn             | 3:29.15 |       |
| Medalha de prata  | Jamaica              | Ronetta Smith, Carlene Robinson, Rose Whyte, Clora Williams              | 3:30.16 |       |
| Medalha de bronze | El Salvador          | Verónica Quijano, Josselin Escobar, Natalia Santamaría, Jessica Bautista | 4:01.50 |       |
| 4                 | República Dominicana | Marleny Mejía, Venecia Senyois, Nelsy Delgado, Yolanda Osana             | DQ      |       |

### 10 km marcha atlética
| Posição           | Atleta             | Nacionalidade  | Tempo    | Notas |
| ----------------- | ------------------ | -------------- | -------- | ----- |
| Medalha de ouro   | Cristina López     | El Salvador    | 44:16.21 |       |
| Medalha de prata  | Verónica Colindres | El Salvador    | 47:39.93 |       |
| Medalha de bronze | Evelyn Núñez       | Guatemala      | 47:40.36 |       |
| 4                 | Abigail Sáenz      | México         | 49:39.01 |       |
| 5                 | Samantha Cohen     | Estados Unidos | 49:52.24 |       |
| 6                 | Rocío Alcántara    | México         | 51:59.47 |       |
| 7                 | Maria Michta       | Estados Unidos | 59:00.37 |       |

### Salto em altura
| Posição           | Atleta           | Nacionalidade        | 1.60 | 1.65 | 1.70 | 1.75 | 1.78 | 1.81 | 1.84 | 1.87 | 1.89 | Resultado | Notas |
| ----------------- | ---------------- | -------------------- | ---- | ---- | ---- | ---- | ---- | ---- | ---- | ---- | ---- | --------- | ----- |
| Medalha de ouro   | Levern Spencer   | Santa Lúcia          | –    | –    | –    | –    | o    | –    | xxo  | xxo  | xo   | 1.89      |       |
| Medalha de prata  | Romary Rifka     | México               | –    | –    | –    | o    | o    | o    | o    | o    | xxx  | 1.87      |       |
| Medalha de bronze | Juana Arrendel   | República Dominicana | –    | –    | o    | o    | o    | o    | o    | xo   | xxx  | 1.87      |       |
| 4                 | Fabiola Ayala    | México               | –    | –    | o    | o    | o    | xxo  | xxx  |      |      | 1.81      |       |
| 5                 | Sharon Day       | Estados Unidos       | –    | –    | o    | o    | –    | xxx  |      |      |      | 1.75      |       |
| 6                 | Kay-De Vaughn    | Belize               | xo   | xxo  | xxx  |      |      |      |      |      |      | 1.65      |       |
| 7                 | Ana María Porras | Costa Rica           | xxx  |      |      |      |      |      |      |      |      | NM        |       |
| 8                 | Yaritza Rivera   | Porto Rico           |      |      |      |      |      |      |      |      |      | DNS       |       |

### Salto com vara
| Posição           | Atleta         | Nacionalidade  | 3.40 | 3.50 | 3.60 | 3.70 | 4.00 | 4.15 | 4.35 | Resultado | Notas |
| ----------------- | -------------- | -------------- | ---- | ---- | ---- | ---- | ---- | ---- | ---- | --------- | ----- |
| Medalha de ouro   | Becky Holliday | Estados Unidos | –    | –    | –    | –    | o    | xo   | xxx  | 4.15      |       |
| Medalha de prata  | Cecilia Villar | México         | xxo  | o    | o    | xxx  |      |      |      | 3.60      |       |
| Medalha de bronze | Gladys Quijada | El Salvador    | –    | xo   | xxx  |      |      |      |      | 3.50      |       |

### Salto em comprimento
| Posição           | Atleta              | Nacionalidade         | #1   | #2   | #3   | #4   | #5   | #6    | Resultado | Notas |
| ----------------- | ------------------- | --------------------- | ---- | ---- | ---- | ---- | ---- | ----- | --------- | ----- |
| Medalha de ouro   | Shameka Marshall    | Estados Unidos        | 5.95 | 6.34 | 6.18 | 6.08 | x    | 6.20  | 6.34      |       |
| Medalha de prata  | Nolle Graham        | Jamaica               | x    | x    | 6.26 | 4.04 | 6.10 | 6.250 | 6.26      |       |
| Medalha de bronze | Tanika Liburd       | São Cristóvão e Neves | 5.88 | 6.12 | x    | x    | x    | 5.76  | 6.12      |       |
| 4                 | Amy Seward          | Porto Rico            | 5.99 | 5.97 | 6.03 | 6.06 | x    | x     | 6.06      |       |
| 5                 | Tricia Flores       | Belize                | 5.79 | 5.96 | 5.88 | 5.89 | 5.80 | 5.57  | 5.96      |       |
| 6                 | Claudett Martínez   | México                | 5.45 | x    | 5.78 | 5.92 | 5.86 | x     | 5.92      |       |
| 7                 | Silvienne Krosendyk | Aruba                 | 5.45 | 5.80 | 5.82 | 5.45 | 5.53 | 5.50  | 5.82      |       |
| 8                 | Yaritza Rivera      | Porto Rico            | 5.29 | x    | x    | 4.98 | –    | –     | 5.29      |       |

### Salto triplo
| Posição           | Atleta           | Nacionalidade     | #1     | #2     | #3     | #4     | #5    | #6     | Resultado | Notas |
| ----------------- | ---------------- | ----------------- | ------ | ------ | ------ | ------ | ----- | ------ | --------- | ----- |
| Medalha de ouro   | Ayanna Alexander | Trinidad e Tobago | 13.12w | 13.05  | x      | 13.13w | 13.03 | 13.29w | 13.29w    |       |
| Medalha de prata  | Tiombe Hurd      | Estados Unidos    | x      | 13.05  | 13.22  | x      | x     | x      | 13.22     |       |
| Medalha de bronze | Amy Seward       | Porto Rico        | 12.93  | 12.58w | 12.64w | 12.61w | 12.54 | x      | 12.93     |       |
| 4                 | Kay-De Vaughn    | Belize            | x      | 11.78  | 11.73  | x      | –     | 11.76  | 11.78     |       |
| 5                 | Cindy Sibaja     | Costa Rica        | x      | x      | x      | x      | x     | x      | NM        |       |

### Arremesso de peso
| Posição           | Atleta                | Nacionalidade        | #1    | #2    | #3    | #4    | #5    | #6    | Resultado | Notas |
| ----------------- | --------------------- | -------------------- | ----- | ----- | ----- | ----- | ----- | ----- | --------- | ----- |
| Medalha de ouro   | Cleopatra Borel-Brown | Trinidad e Tobago    | 16.80 | 17.53 | x     | 17.32 | x     | x     | 17.53     |       |
| Medalha de prata  | Annie Alexander       | Trinidad e Tobago    | 15.73 | 15.08 | 13.36 | 15.89 | 13.89 | 14.25 | 15.89     |       |
| Medalha de bronze | Shernelle Nicholls    | Barbados             | 15.82 | 14.71 | 15.57 | 15.08 | 15.67 | 15.69 | 15.82     |       |
| 4                 | Margarita Bernardo    | República Dominicana | x     | 15.72 | 14.55 | x     | 13.47 | 14.56 | 15.72     |       |
| 5                 | Keisha Walkes         | Barbados             | 13.56 | 14.60 | 15.09 | 15.08 | 14.30 | 14.29 | 15.09     |       |
| 6                 | Tamara Lechuga        | México               | 13.09 | 13.63 | x     | 13.40 | 13.39 | 13.02 | 13.63     |       |
| 7                 | Dorothy López         | Guatemala            | 12.84 | 12.78 | 11.99 | 11.52 | 11.86 | 12.03 | 12.84     |       |
| 8                 | Kandice Vaughn        | Belize               | 10.00 | 10.23 | 10.66 | 10.52 | 10.12 | 9.68  | 10.66     |       |

### Lançamento de disco
| Posição           | Atleta             | Nacionalidade        | #1    | #2    | #3    | #4    | #5    | #6    | Resultado | Notas |
| ----------------- | ------------------ | -------------------- | ----- | ----- | ----- | ----- | ----- | ----- | --------- | ----- |
| Medalha de ouro   | Stephanie Trafton  | Estados Unidos       | 54.80 | 57.77 | 55.49 | 56.46 | 55.67 | 59.27 | 59.27     |       |
| Medalha de prata  | Annie Alexander    | Trinidad e Tobago    | 49.46 | 51.25 | 46.81 | x     | 48.04 | 53.63 | 53.63     |       |
| Medalha de bronze | Shernelle Nicholls | Barbados             | 48.44 | 50.56 | 42.84 | 51.15 | 49.14 | 47.84 | 51.15     |       |
| 4                 | Keisha Walkes      | Barbados             | 45.63 | 47.40 | 50.28 | 49.71 | 48.90 | 48.93 | 50.28     |       |
| 5                 | Mary Mercedes      | República Dominicana | 44.91 | x     | x     | x     | 49.13 | x     | 49.13     |       |
| 6                 | Iraís Estrada      | México               | 42.81 | 44.90 | x     | x     | 47.19 | 47.05 | 47.19     |       |
| 7                 | Dorothy López      | Guatemala            | 38.26 | 37.17 | 36.76 | 36.66 | 39.52 | 37.97 | 39.52     |       |
| 8                 | Kandice Vaughn     | Belize               |       |       |       |       |       |       | DNS       |       |

### Lançamento de martelo
| Posição           | Atleta             | Nacionalidade  | #1    | #2    | #3    | #4    | #5    | #6    | Resultado | Notas |
| ----------------- | ------------------ | -------------- | ----- | ----- | ----- | ----- | ----- | ----- | --------- | ----- |
| Medalha de ouro   | Jessica Cosby      | Estados Unidos | 65.15 | 59.19 | 64.98 | 63.52 | x     | 62.60 | 65.15     |       |
| Medalha de prata  | Candice Scott      | Estados Unidos | 57.50 | 58.95 | 64.98 | 63.52 | x     | x     | 60.52     |       |
| Medalha de bronze | Jéssica Ponce      | México         | x     | 58.95 | x     | x     | x     | x     | 58.95     |       |
| 4                 | Amarilys Alméstica | Porto Rico     | x     | 54.80 | x     | x     | x     | 57.40 | 57.40     |       |
| 5                 | Caltha Seymour     | Jamaica        | 52.08 | 54.20 | x     | x     | 49.72 | 54.69 | 54.69     |       |

### Lançamento de dardo
| Posição           | Atleta            | Nacionalidade  | #1    | #2    | #3    | #4    | #5    | #6    | Resultado | Notas |
| ----------------- | ----------------- | -------------- | ----- | ----- | ----- | ----- | ----- | ----- | --------- | ----- |
| Medalha de ouro   | Ana Gutiérrez     | México         | 47.65 | 49.87 | 51.52 | 48.98 | 49.82 | 51.02 | 51.52     |       |
| Medalha de prata  | Anna Raynor       | Estados Unidos | x     | 47.48 | 47.01 | 49.21 | 50.15 | 50.86 | 50.86     |       |
| Medalha de bronze | Erma-Gene Evans   | Santa Lúcia    | 41.46 | 47.36 | x     | 39.04 | 44.96 | 47.95 | 47.95     |       |
| 4                 | Ginna von Quednow | Guatemala      | 35.53 | 40.18 | x     | 39.32 | 36.02 | 38.37 | 40.18     |       |

### Heptatlo
| Colocação         | Atleta            | Nacionalidade     | 100 m C/B | SA   | AP   | 200 m | SD   | LD    | 800 m   | Total | Notas |
| ----------------- | ----------------- | ----------------- | --------- | ---- | ---- | ----- | ---- | ----- | ------- | ----- | ----- |
| Medalha de ouro   | Gabriela Carrillo | El Salvador       | 14.90     | 1.71 | 9.82 | 27.06 | 5.66 | 37.86 | 2:29.29 | 5022  |       |
| Medalha de prata  | Mariana Abuela    | México            | 15.00     | 1.62 | 9.40 | 26.37 | 5.12 | 38.22 | 2:26.08 | 4824  |       |
| Medalha de bronze | Natoya Baird      | Trinidad e Tobago | 14.51     | 1.65 | 9.09 | 26.11 | 5.11 | 32.76 | 2:43.57 | 4611  |       |
| 4                 | Ginna von Quednow | Guatemala         | 16.51     | 1.42 | 8.78 | 27.00 | 5.20 | 41.84 | 2:42.58 | 4210  |       |

Legenda
| Recorde mundial       | Recorde mundial (World record)               |                       | Recorde africano                      | Recorde africano (African) |                                           | Q | Classificado por posição (Qualified) |
| Recorde do campeonato | Recorde do campeonato (Championship record)  | Recorde da América    | Recorde da América (Americas)         | q                          | Classificado por melhor tempo (Qualified) |   |                                      |
| Melhor marca do ano   | Melhor marca do ano (World leading)          | Recorde asiático      | Recorde asiático (Asian)              | DNS                        | Não largou (Did not start)                |   |                                      |
| Recorde nacional      | Recorde nacional (National record)           | Recorde europeu       | Recorde europeu (European)            | DNF                        | Não terminou (Did not finish)             |   |                                      |
| Recorde pessoal       | Recorde pessoal do atleta (Personal best)    | Recorde da Oceania    | Recorde da Oceania (Oceania)          | DSQ / DQ                   | Desclassificado (Disqualified)            |   |                                      |
| Recorde da temporada  | Recorde da temporada do atleta (Season best) | Recorde sul-americano | Recorde sul-americano (South America) | NM                         | Sem marca (No mark)                       |   |                                      |